# Shkumbin
De Shkumbin is een 181 km lange rivier in Albanië.
De rivier ontspringt ten zuidwesten van Pogradec en stroomt eerst in noordelijke, vervolgens in westelijke richting naar de monding in de Adriatische Zee.
De rivier stroomt door Librazhd, Elbasan, Cërrik, Peqin en Rrogozhina. Tot Elbasan is de Shkumbin een bergrivier die door een sterk geërodeerd dal stroomt, na Elbasan verbreedt de vallei aanzienlijk.
Bistricë · Bunë · Cem · Devoll · Drin · Drino · Erzen · Fan · Gjanicë · Ishëm · Kir · Lanë · Mat · Osum · Seman · Shalë · Shkumbin · Shushicë · Valbonë · Vjosë